# Padiham
Padiham är en ort och civil parish i Storbritannien.   Den ligger i grevskapet Lancashire och riksdelen England, i den centrala delen av landet, 290 km nordväst om huvudstaden London. Padiham ligger 88 meter över havet och antalet invånare är 11 338.
Terrängen runt Padiham är kuperad åt nordost, men åt sydväst är den platt. Padiham ligger nere i en dal.Runt Padiham är det tätbefolkat, med 550 invånare per kvadratkilometer. Närmaste större samhälle är Burnley, 5,4 km öster om Padiham. Trakten runt Padiham består i huvudsak av gräsmarker.